# Aldeacipreste
Aldeacipreste è un comune spagnolo di 173 abitanti situato nella comunità autonoma di Castiglia e León.

## Storia
La fondazione di Aldeacipreste risale al ripopolamento della zona effettuato dal re Alfonso IX di León intorno al 1227, quando il monarca creò il consiglio di Montemayor del Río, in cui il paese fu integrato, all'interno del Regno di León. 
Con la creazione delle attuali province nel 1833, Aldeacipreste fu annesso alla provincia di Salamanca, in quella che allora era la Región Leonesa.